# Азовский сельский совет (Запорожская область)
Азовский сельский совет (укр. Азовська сільська рада) — входит в состав
Розовского района
Запорожской области
Украины.
Административный центр сельского совета находится в 
пос. Азов.

## Населённые пункты совета
- пос. Азов
- с. Антоновка
- пос. Мирное